# Hu Mej (filmrendező)
Hu Mej (Hu Mei) (kínai: 胡玫, Peking, 1958. szeptember 2.) kínai származású női filmrendező és producer. Ötödik generációs rendezőként tartják számon. 1982-ben végezte el a pekingi filmakadémia rendezői szakát, ahol olyan más ötödik generációs rendezők osztálytársa volt, mint Csen kaj-ko (Chen Kaige) és Tien Csuang-csuang (Tian Zhuangzhuang).

## Korai évek
Hu Mej (Hu Mei) művészcsaládban nőtt föl, apja karmester, anyja énekesnő volt. Már fiatal korától kezdve tanult zongorázni. Kezdetben a kínai haderőnél drámai színésznőként dolgozott, majd elhatározta, hogy a pekingi filmakadémián fog rendezést tanulni.

## Karrier
1984-ben rendezte első filmjét (Women's Chamber (Nv Er Lou)), melyet dicsértek a nemzetközi filmkritikusok, mint az első filmet a kínai nők életéről a kulturális forradalom után. 1997-ben rendezett egy televíziós történelmi dráma sorozatot Jungcseng Dynasty (Yongzheng Dynasty) (Jungcseng Vangcsao (Yongzheng Wangchao)) címmel, mellyel nagy sikert aratott a kontinentális Kínában. Azóta számos magas színvonalú televíziós sorozatot rendezett, köztük a Han Wu Da Di (2005) és a  Qiao's Grand Courtyard (2006) című történelmi drámákat.
2007-ben eredetileg őt választották ki a Dream of the Red Chamber című klasszikus kínai regény megfilmesítésére, majd lecserélték Li Saohungra (Li Shaohongra). 2010-ben rendezte Chow Yun-fat főszereplésével a Confucius című filmet, melynek egyben producere is volt. A filmet 2010 januárjában mutattak be Pekingben.

## Filmjei

### Rendező
- Confucius (2010)
- On the Other Side of the Bridge (Fen ni tö vej hsziao (Fen ni de wei xiao), 2002)
- Jungcseng vangcsao (Yong Zheng wang chao) (tv-sorozat, 1997)
- Csiang hu pa mien feng (Jiang hu ba mian feng) (1991)
- Far from War (Jüanli csancsengtö nientaj (Yuanli zhanzhengde niandai), 1987)
- Army Nurse (1985)
- Women's Chamber (1984)

### Producer
- Confucius (2010)

## Díjak, jelölések
1999-ben a Jungcseng vangcsao (Yong Zheng wang chao) televíziós sorozat rendezéséért második helyezettként kapott Arany Sas díjat, majd 2002-ben az On the Other Side of the Bridge című filmjéért az Emden Nemzetközi Filmfesztivál és a Montréal World Film Festival díjaira jelölték.